# Eupithecia indistincta
Eupithecia indistincta är en fjärilsart som beskrevs av Taylor 1910. Eupithecia indistincta ingår i släktet Eupithecia och familjen mätare. Inga underarter finns listade i Catalogue of Life.